# Васильєв Микола Федорович
Микола Федорович Васильєв (нар. 5 грудня 1916, село Кінзелька, тепер Сорочинського району Оренбурзької області, Російська Федерація — 6 червня 2011, місто Москва) — український радянський діяч, голова Дніпропетровського облвиконкому, міністр меліорації і водного господарства СРСР. Депутат Верховної Ради УРСР 5—6-го скликань. Кандидат у члени ЦК КПУ в 1961—1966 р. Депутат Верховної Ради СРСР 7—11-го скликань. Член ЦК КПРС у 1966 — квітні 1989 р.

## Біографія
Народився 5 грудня (22 листопада) 1916 року в селі Кінзелька Бузулукського повіту Самарської губернії в родині селянина.
У 1932—1934 роках — рахівник хлібоприймального пункту «Заготзерно» міста Ура-Тюбе, бухгалтер районного фінансового відділу.
У 1934—1940 роках — студент Таджицького сільськогосподарського інституту. Здобув спеціальність агронома-рільника.
У 1940—1946 роках — у Червоній армії. Був слухачем курсів офіцерів зв'язку Середньоазіатського військового округу. Учасник німецько-радянської війни. Служив начальником штабу 189-го окремого дивізіону зв'язку.
Член ВКП(б) з 1942 року.
У 1946—1951 роках — директор підсобного господарства, заступник начальника відділу робітничого постачання тресту «Дзержинськбуд» міста Дніпродзержинська Дніпропетровської області. У 1951—1953 роках — директор машинно-тракторної станції (МТС) П'ятихатського району Дніпропетровської області.
У 1953—1955 роках — голова виконавчого комітету П'ятихатської районної ради депутатів трудящих Дніпропетровської області.
У 1955—1958 роках — 1-й секретар Павлоградського районного комітету КПУ Дніпропетровської області.
У 1958—1960 роках — 1-й секретар Павлоградського міського комітету КПУ Дніпропетровської області.
У 1960—1961 роках — завідувач сільськогосподарського відділу Дніпропетровського обласного комітету КПУ.
У 1961 році — 1-й заступник голови виконавчого комітету Дніпропетровської обласної ради депутатів трудящих.
15 серпня 1961 — січень 1963 року — голова виконавчого комітету Дніпропетровської обласної ради депутатів трудящих. У січні 1963 — травні 1964 року — голова виконавчого комітету Дніпропетровської сільської обласної ради депутатів трудящих. У 1964 році — інспектор ЦК КПРС.
У травні — грудні 1964 року — 1-й секретар Бєлгородського сільського обласного комітету КПРС.
У грудні 1964 — січні 1971 року — 1-й секретар Бєлгородського обласного комітету КПРС.
18 лютого 1971 — 13 квітня 1979 року — 1-й заступник голови Ради Міністрів РРФСР.
13 квітня 1979 — 25 березня 1989 року — міністр меліорації і водного господарства СРСР.
З березня 1989 — персональний пенсіонер союзного значення в Москві.
Похований на Кунцевському кладовищі Москви.

## Звання
- гвардії майор

## Нагороди
- п'ять орденів Леніна
- орден Трудового Червоного Прапора
- орден Дружби народів
- орден Червоного Прапора
- орден Вітчизняної війни 1-го ст.
- орден Вітчизняної війни 2-го ст.
- два ордени Червоної Зірки
- ордени
- медалі